# Ray Bradbury
Raymond Douglas Bradbury (22. srpen 1920 Waukegan, Illinois – 5. červen 2012 Los Angeles, Kalifornie) byl americký romanopisec, povídkář, básník, esejista, autor mnoha scénářů a divadelních her. Napsal množství hororových a sci-fi románů a povídek. K jeho nejznámějším dílům patří román 451 stupňů Fahrenheita (1953), román Tudy přijde něco zlého a sbírka povídek Marťanská kronika (1950). Počátky jeho díla jsou spojeny s tzv. Zlatým věkem science fiction.

## Život
Narodil se ve městě Waukegan v americkém státě Illinois, rodičům Esther Moberg Bradburyové (1888–1966), původem ze Švédska, a Leonardu Spaulding Bradburymu (1890–1957). Měl dva starší bratry dvojčata, z nichž jeden zemřel v roce 1918. Jeho dědeček i pradědeček z otcovy strany byli vydavatelé novin. Šlo o příbuzného amerického akademika a odborníka na Shakespeara, Douglase Spauldinga. Navíc byl přímým potomkem Marie Bradburyové, která byla souzena, shledána vinnou a odsouzena k pověšení jako čarodějnice v Salemu ve státě Massachusetts v roce 1692. Byla vdaná za kapitána Thomase Bradburyho ze Salisbury v Massachusetts.

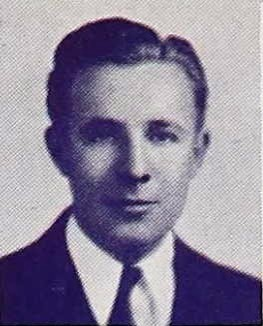
Ray Bradbury jako maturant v roce 1938

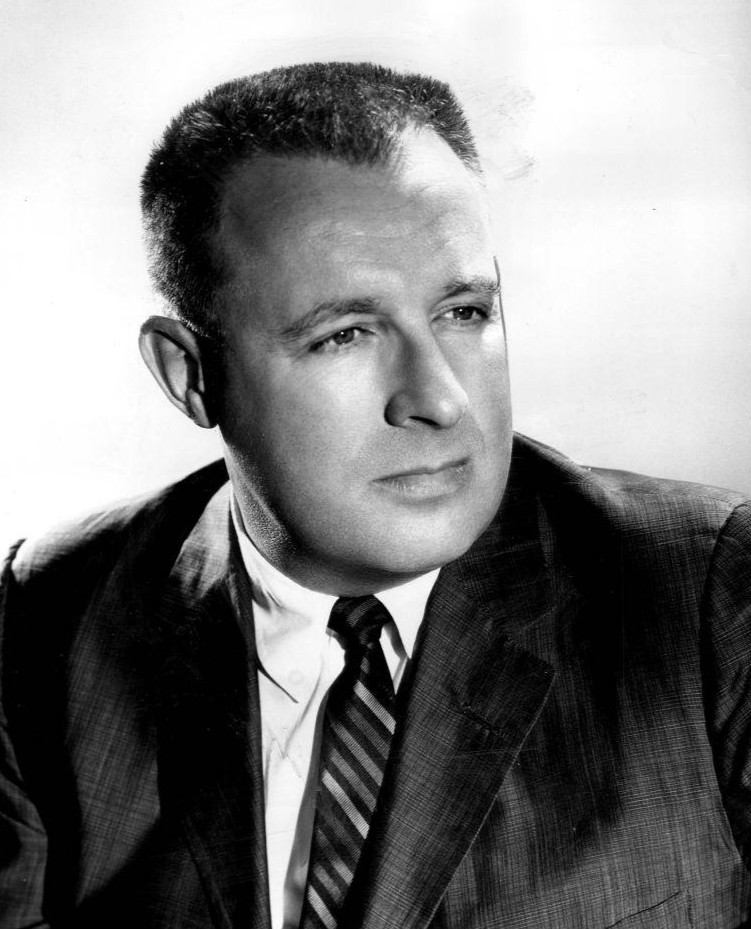
Ray Bradbury roku 1959

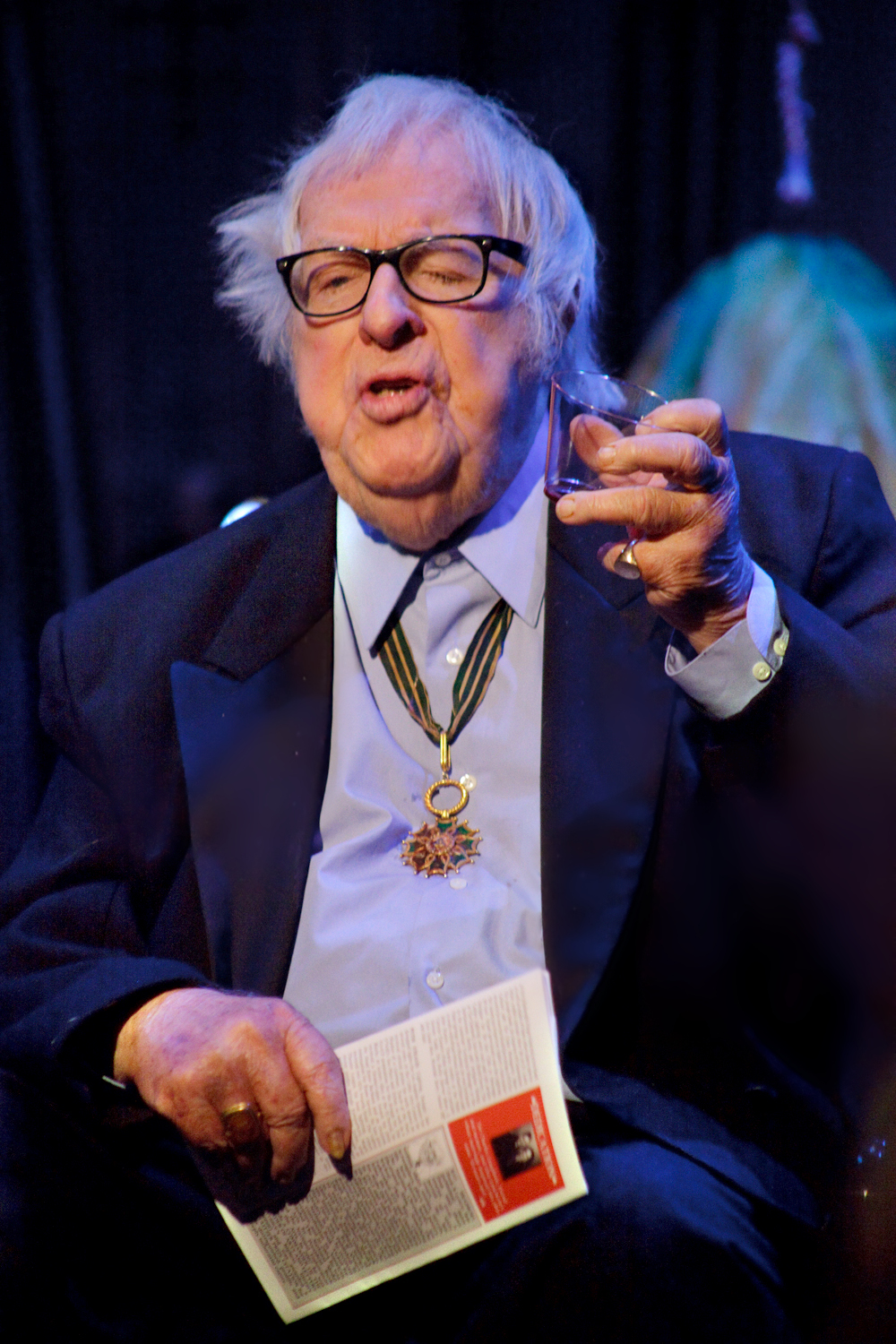
Ray Bradbury roku 2009

Už za svého mládí hodně četl a psal. Mnoho času trávil ve waukeganské knihovně Carnegie Library čtením oblíbených autorů H. G. Wellse, Julese Verna nebo E. R. Burroughse, autora Tarzana a novely Warlord of Mars (Válečník z Marsu). Když byl dítě, četla mu povídky jeho teta.
Právě v prostředí waukeganské knihovny se odehrává značná část románu Tudy přijde něco zlého. Navíc rodný Waukegan zamaskoval coby „Zelené město“ i v některých ze svých dalších polo-autobiografických románů – Pampeliškové víno, Sbohem léto – a také v mnoha povídkách.
Svůj celoživotní zvyk psát každý den přičítal dvěma událostem. První se odehrála, když mu byly tři roky, a jeho matka ho vzala na představení Lona Chaneyho Zvoník u Matky Boží. Druhá událost se stala v roce 1932, kdy se během karnevalu estrádní umělec pan Electrico dotkl jeho nosu elektrifikovaným mečem, což způsobilo, že se mu postavily vlasy na hlavě, a on vykřikl: „Žij navždy!“ Od té chvíle chtěl žít věčně a rozhodl se pro kariéru autora, aby splnil to, co se po něm žádalo: žít navěky. V tomto věku začal poprvé kouzlit. Kouzla byla jeho první velkou láskou. Kdyby nikdy neobjevil psaní, stal by se kouzelníkem. V letech 1926–1927 a 1932–1933 žila jeho rodina v Tucsonu v Arizoně, protože tam otec pracoval, ale pokaždé se vrátila zpět do Waukeganu. V roce 1934 se však nadobro usadila v Los Angeles, když mu bylo třináct let.
Absolvoval střední školu Los Angeles High School; chodil do kurzů poezie a psaní povídek, které prohloubily jeho zájem o psaní. Vysokou školu však nenavštěvoval. Místo toho prodával noviny na rohu South Norton Avenue a Olympic Boulevard. O svém vzdělání říkal: „Knihovny mě vychovaly. Nevěřím na vysoké školy a univerzity. Věřím v knihovny, protože většina studentů nemá žádné peníze. Dokončil jsem střední školu v období krize a neměli jsme žádné peníze. Nemohl jsem jít na vysokou školu, tak jsem chodil do knihovny tři dny v týdnu po dobu 10 let“.
A bylo to právě v knihovně Powell Library při UCLA, ve studovně s psacími stroji k pronájmu, kde napsal svůj klasický příběh o knihspalující budoucnosti: 451 stupňů Fahrenheita.
Ovlivněn hrdiny fantastické literatury, jako byli například Flash Gordon nebo Buck Rogers, začal v roce 1938 publikovat sci-fi povídky ve fanzinech. Forrest J. Ackerman jej pozval, aby navštěvoval Los Angeles Science Fiction Society (Losangeleský sci-fi spolek), jehož členové se v té době scházeli v bufetu Clifton v centru Los Angeles. Zde se setkal s Robertem A. Heinleinem, Emilem Petajou, Fredricem Brownem, Henrym Kuttnerem, Leighou Brackettovou a Jackem Williamsonem. Jeho prvotinou bylo Hollerbochenovo dilema, které se v lednu 1938 objevilo ve fanzinu Imagination!. V roce 1939 začal vydávat svůj vlastní fanzin pod názvem Futuria Fantasia. Stal se autorem většiny obsahu prvních čtyř čísel, z nichž každé mělo necelých 100 výtisků. Mezi lety 1941 a 1947 přispíval do filmového časopisu Roba Wagnera Script.
V listopadu 1941 vydal v časopise Super Science Stories (Skvělé vědecké příběhy) povídku „Pendulum“ napsanou společně s Henrym Hassem, první dílo publikované na objednávku a získal za něj 15 dolarů. Na konci roku 1942 už pracoval jako spisovatel na plný úvazek. Jeho první sbírka povídek Temný karneval vydalo v roce 1947 malé nakladatelství Arkham House spisovatele Augusta Derlethva v Sauk City ve Wisconsinu.
Náhodné setkání v losangeleském knihkupectví s britským spisovatelem Christopherem Isherwoodem Bradburymu dalo příležitost vložit knihu Marťanská kronika do rukou uznávaného kritika. Následovala Isherwoodova květnatá recenze.
Ačkoli je často popisován jako autor science fiction, sám sebe nezaškatulkoval do konkrétní narativní kategorie:
„Zaprvé, nepíšu sci-fi. Napsal jsem pouze jednu sci-fi knihu a tou je 451 stupňů Fahrenheita, založená na realitě. Science fiction je zobrazení reálna. Fantasy je zobrazení neskutečného. Takže Marťanská kronika není science fiction, je to fantazie. To by se nemohlo stát, chápete? To je důvod, proč zde bude dlouhou dobu: je to řecký mýtus a mýty se drží.“
Při jiné příležitosti poznamenal, že se román týká odcizení lidí skrz média: „Při psaní krátkého románu 451 stupňů Fahrenheita jsem si myslel, že popisuje svět, který by se mohl vyvinout za čtyřicet nebo padesát let. Ale jednou večer před několika týdny v Beverly Hills kolem mě prošli muž s ženou; venčili psa. Zastavil jsem se a díval se na ně, naprosto ohromen. Žena držela v jedné ruce rádio o velikosti balíčku cigaret s kmitající anténou. Z rádia vedly malé měděné drátky, zakončené elegantním kuželem v jejím pravém uchu. Byla tam, nevšímajíc si muže ani psa, poslouchala dálný vítr a šepot a výkřiky ze seriálů, náměsíčná. Nahoru a dolů přes obrubníky jí pomáhal manžel, který jako by tam ani nebyl. To nebyla fikce.“
Kromě beletrie napsal také mnoho krátkých esejí o umění a kultuře, a tím upoutal pozornost kritiků v této oblasti. V osmdesátých letech se přeorientoval na psaní detektivních příběhů.
Jeho kariéru spisovatele skutečně nastartovalo až publikování sbírky povídek s názvem Marťanská kronika (1950), hlásící se k žánru filozofické science fiction. Povídky zobrazují první pokusy lidí ze Země o dobytí a osídlení Marsu. V díle se objevují jeho vlastní názory a znepokojení nad budoucností lidskosti člověka. Objevuje se zde převládající úzkost Ameriky z atomové války, politických postojů cizích národů, reakcí proti rasismu a cenzuře atd.
Po této sbírce následovala roku 1951 sbírka Ilustrovaný muž a po ní v roce 1953 román 451 stupňů Fahrenheita, který mnozí považují za jeho vrcholné dílo. Pojednává o budoucím světě, kde přísná cenzura nakonec vedla k úplnému zákazu psaného slova. Členové skupiny rebelů se pokusili zachránit historii a kulturu svého světa tím, že se učili zpaměti veškeré literární a filozofické knihy předtím, než byly spáleny.
Celkem publikoval více než 30 knih, téměř 600 povídek a nespočet básní, esejí a divadelních her. Jeho tvorba se nikdy neomezovala čistě na literaturu. Byl nominován na filmového Oscara za svůj animovaný film Icarus Montgolfier Wright a vyhrál cenu Daytime Emmy za další animovaný film The Halloween Tree. Adaptoval 65 svých povídek pro televizní pořad Divadlo Raye Bradburyho. Byl kreativním konzultantem pavilonu Spojených států na Světovém veletrhu v New Yorku v roce 1964.
Bradbury zemřel v Los Angeles v roce 2012. Svou sbírku knih věnoval veřejné knihovně v rodném Waukeganu.
Posledním Bradburyho počinem, na kterém od 50. let pracoval a jeho finální verze byla oficiálně uvedena až v roce 2016, bylo muzikálové dílo 2116, které se značně opírá o dění v Bradburyho knihách a zároveň nabízí úplně nový příběh. Světová premiéra díla byla uvedena v roce 2016 v pražském divadle Semafor pod režijním vedením spoluautora muzikálu - Steva Josephsona. Aktuálně se připravuje nová verze uvedení tohoto díla, tentokrát kompletně v češtině. K této premiéře dojde na podzim roku 2022.

## Soukromý život
Oženil se roku 1947, od té doby žil v Los Angeles s početnou smečkou koček a se svou manželkou Margueritou (1922–2003). Vychoval čtyři dcery (Susan, Ramonu, Bettinu a Alexandru), díky nimž se stal osminásobným dědečkem.
Do konce svého života si nepořídil řidičský průkaz, odmítal počítače a internet a tvrdil, že k životu a psaní mu bohatě dostačuje telefon a psací stroj.

## Dílo

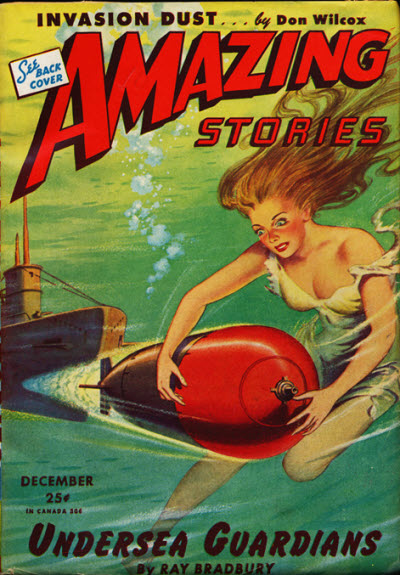
Obálka časopisu Amazing Stories z roku 1944 s Bradburyho povídkou Undersea Guardians.

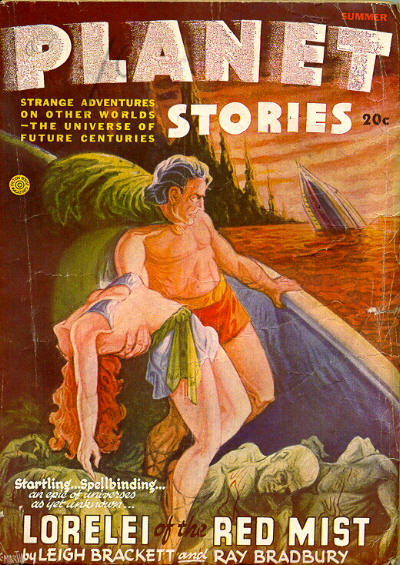
Titulní stránka Planet Stories z roku 1946 s povídkou Lorelei of the Red Mist, kterou Bradbury napsal společně s Leigh Brackettovou.

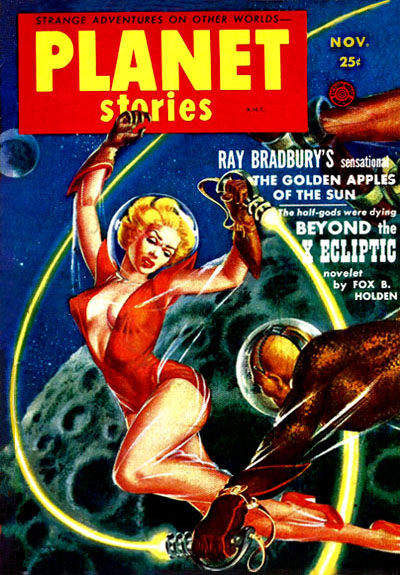
Obálka časopisu Planet Stories z roku 1953 s Bradburyho povídkou The Golden Apples of the Sun.

### Sbírky povídek (výběr)
- Dark Carnival (1947, Temný karneval), soubor povídek inspirovaný dílem Edgara Allana Poea.
- The Martian Chronicles (1950, Marťanská kronika), cyklus povídek popisujících fiktivní lidskou kolonizaci Marsu od neúspěchů prvních expedic, přes vyhubení Marťanů lidskou infekcí. Poté, co na Zemi poté vypukne jaderná válka, pozemšťané kolonizaci přerušují a vrací se na Zem. Na závěr se nově příchozí ze Země na Mars prohlašují za nové Marťany.
- The Illustrated Man (1951, Ilustrovaný muž).
- The Golden Apples of the Sun (1953, Zlatá sluneční jablka).
- The October Country (1955, Říjnová země), hororové a temné příběhy založené většinou na lidských pocitech a strachu z obyčejných věcí.
- A Medicíne for Melancholy (1959, Lék na melancholii).
- The Small Assassin (1962, Malý vrah), sbírka obsahuje třináct povídek z autorovy první sbírky Temný karneval.
- R Is for Rocket (1962, R jako raketa), sbírka obsahuje patnáct povídek z dřívějších autorových sbírek a dvě dříve knižně nevydané povídky.
- The Machineries of Joy (1964, Automaty pro radost), česky jako Ilustrovaná žena, povídky převážně z období let 1960–1964.
- S Is for Space (1966, V jako vesmír), sbírka obsahuje šestnáct povídek z dřívějších autorových sbírek.
- I Sing the Body Electric (1969, Opěvuji elektrické tělo), sbírka je pojmenována podle stejnojmenné básně Walta Whitmana.
- Long After Midnight (1976, Dlouho po půlnoci).
- A Memory of Murder (1984, Vzpomínky na vraždu), sbírka autorových hororových a detektivních povídek z let 1944–1948.
- The Toynbee Convector (1988, česky jako Proti proudu času).
- Quicker Than the Eye (1996, Rychlejší než oko).
- Driving Blind (1997, Jízda naslepo).
- One More for the Road (2002, Další kniha na cestu), česky jako O půlnoci tancoval drak.
- Bradbury Stories: 100 of His Most Celebrated Tales (2003, Bradburyho povídky: 100 jeho nejlepších příběhů).
- The Cat's Pajamas (2004, Kočičí pyžamo).
- Now and Forever (2007, Teď a navždy), kniha obsahuje dvě autorovy novely Somewhere a Band Is Playing (Kdesi v dálce hudba zní) a Leviathan '99. První z nich je snovým popisem arizonského městečka, kde není vidět děti si hrát a kde zdánlivě lidé nestárnou, druhá je variací na Melvillovu Bílou velrybu, ve které se objektem posedlosti stává vše ničící kometa.
- Summer Morning, Summer Night (2007, Letní ráno, letní noc), sbírka povídek souvisejících s Bradburyho volnou románovou trilogií Green Town (Zelené město).
- We´ll Always Have Paris (2009, Vždycky budeme mít Paříž).

### Romány
- Fahrenheit 451 (1953, 451 stupňů Fahrenheita), román popisující antiutopickou vizi budoucnosti, ve které vítězí technokratická a povrchní kultura masových médií nad lidmi uznávajícími hodnotu knih. Tito lidé jsou pronásledováni jako nejhorší zločinci.
- Dandelion Wine (1957, Pampeliškové víno), magické vzpomínky na konec dětství malého chlapce uprostřed amerického Středozápadu vzniklý volným propojením dříve vydaných samostatných příběhů. Jde o první část volné trilogie odehrávající se ve fiktivním městečku Green Town (Zelené město).
- Something Wicked This Way Comes (1962, Tudy přijde něco zlého), mysteriózní horor vyprávějící o podzimním dobrodružství dvou chlapců v době konání karnevalu, který je přípravou na slavnosti Halloweenu. Román je inspirován Bradburyho dětstvím. Druhá část volné trilogie Green Town (Zelené město).
- The Halloween Tree (1972, Strom duchů), fantasy román, ve kterém se Halloween, noc před svátkem Všech svatých, pro osm chlapců promění v podivuhodnou dobrodružnou pouť, když se spolu statečně vydávají hledat svého kamaráda Pipkina, který byl tajemnou silou unesen do strašidelného domu na kraji města.
- Death Is a Lonely Business (1985, Smrt je vždycky osamělá), temný dramatický příběh z kalifornských Benátek (čtvrť Los Angeles) v době, kdy ve městě záhadně umírají osamělí lidé, první část tzv. kalifornské trilogie.
- A Graveyard for Lunatics (1990, Hřbitov šílenců), dva přátelé jsou najati obřím filmový studiem, aby vytvořili děsivý horor, s chutí se pustí do práce, ale brzy se úděsné věci začnou dít ve skutečnosti, druhá část tzv. kalifornské trilogie.
- Green Shadows, White Whale (1992, Zelené stíny, bílá velryba), beletrizovaný popis autorovy cesty do Irska v letech 1953–1954, aby zde pracoval na filmové adaptaci románu Bílá velryba od Hermana Melvilla.
- From the Dust Returned (2001, Z prachu zrození), fantasy román vzniklý volným propojením dříve vydaných samostatných příběhů. Jde o kroniku rodiny Elliotových, která se skládá z duchů, upírů, mumií a dalších roztodivných bytostí. Ti vedou jiný způsob života než ostatní: ve dne spí a v noci létají, ale přesto se často chovají mnohem lidštěji než lidé.
- Let's All Kill Constance (2002, Zbavme se Constance), román o ženě která prchá před démony vlastní minulosti. Byla tak dlouho filmovou hvězdou, že už nedokáže rozlišit mezi životem skutečným a hraným. Děj knihy se tak neustále pohybuje na pomezí reálného světa a snové hororové fantazie. Jde o třetí díl tzv. kalifornské trilogie.
- Farewell Summer (2006, Sbohem léto), pokračování autorova románu Pampeliškové víno. Třetí část volné trilogie Green Town (Zelené město).

### Divadelní a rozhlasové hry
- The Meadow (1947, Louka), rozhlasová hra.
- The Wonderful Ice Cream Suit and Other Plays (1972, Nádherný zmrzlinový oblek a jiné hry).
- Pillar of Fire and Other Plays (1975, Sloup ohně a jiné hry).
- Forever and the Earth (1984).
- The Veldt (1988, Step).
- 2116 (2016, Praha).

### Filmové scénáře
- Moby Dick (1956, Bílá velryba), americký film, režie John Huston, v roli kapitána Achaba Gregory Peck.

### Ostatní
- Zen in the Art of Writing (1990, Zen a umění psát), eseje o tvořivosti a na téma radosti z psaní.

## Filmové adaptace

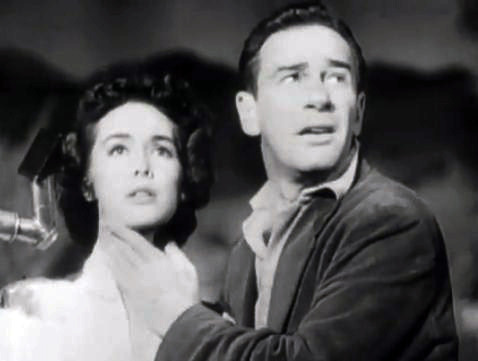
Barbara Rush a Richard Carlson ve filmu Návštěva z vesmíru

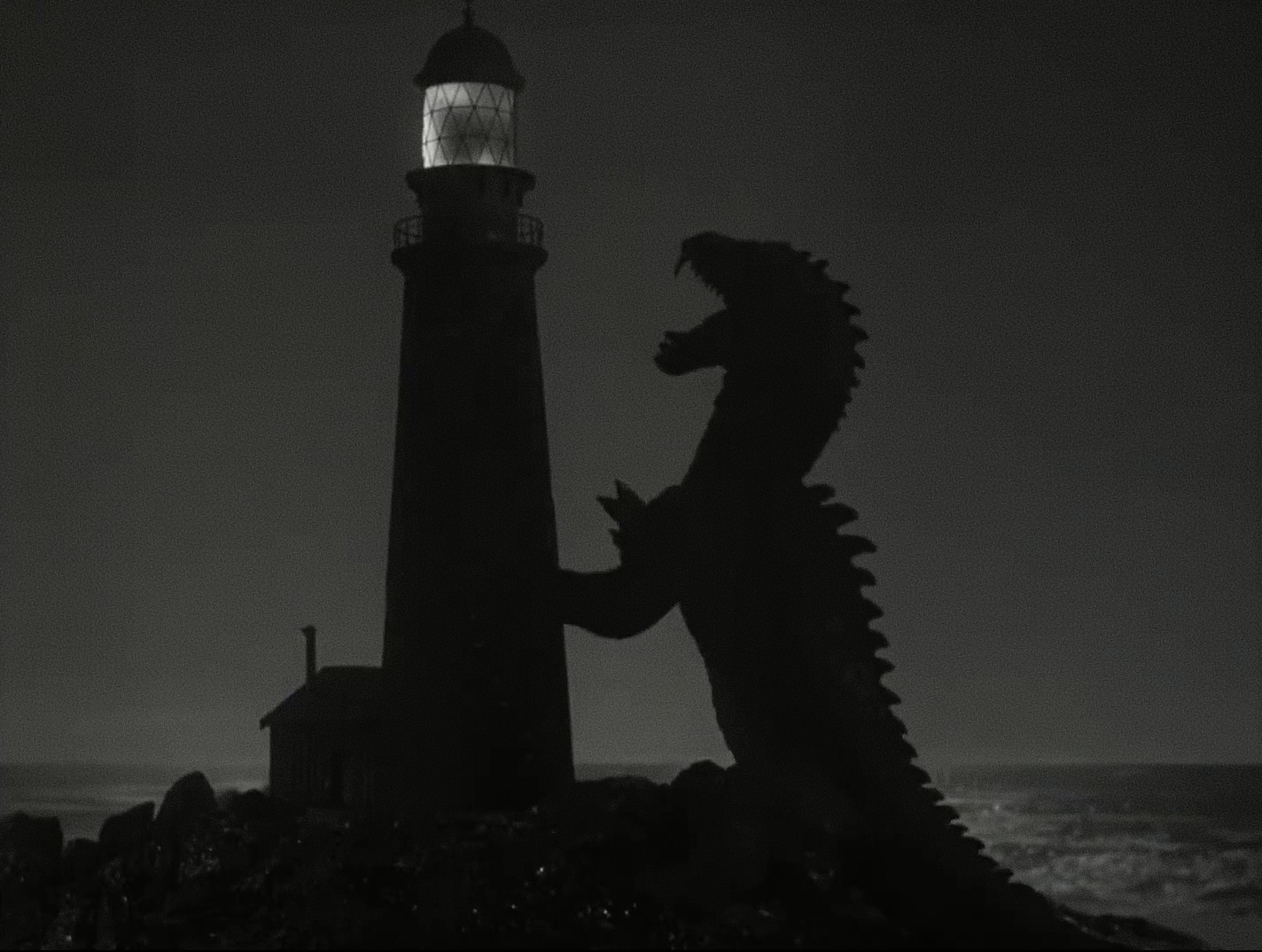
Scéna z filmu The Beast from 20,000 Fathoms

Web IMDB uvádí u jména Raye Bradburyho více než 90 filmových a televizních titulů. V následujícím seznamu jsou uvedeny ty nejznámější:
- It Came from Outer Space (1953, Návštěva z vesmíru), americký film podle originálního autorova námětu, režie Jack Arnold.
- The Beast from 20,000 Fathoms (1953), americký film na motivy Bradburyho povídky The Fog Horn (Volání v mlze), režie Eugène Lourié[6]
- Icarus Montgolfier Wright (1962), americký krátký animovaný film podle stejnojmenné povídky, režie Osmond Evans.
- Fahrenheit 451 (1966, 451 stupňů Fahrenheita), britský film, režie François Truffaut.
- The Illustrated Man (1969, Ilustrovaný muž), americký film, režie Jack Smight.
- The Martian Chronicles (1980, Marťanská kronika), třídílný americký televizní film, režie Michael Anderson.
- The Electric Grandmother (1982, Elektronická babička), americký televizní film podle povídky I Sing The Body Electric, režie Noel Black.
- Something Wicked This Way Comes (1983, Tudy přijde něco zlého), americký film, režie Jack Clayton.
- The Ray Bradbury Theatre (1985–1992), kanadsko-americký televizní seriál, 65 epizod.
- Elektroninė senelė (1986, Elektronická babička), sovětský litevský film, režie Algimantas Puipa.
- Вельд (1987, Veld), sovětský ruský film, režie Nazim Tuljachodžajev.
- The Halloween Tree (1993, Strom duchů), americký animovaný film, režie Mario Piluso.
- Вино из одуванчиков (1997, Pampeliškové víno), ruský film, režie Igor Apasjan.
- The Wonderful Ice Cream Suit (1998, Nádherný zmrzlinový oblek), americký film, režie Stuart Gordon.
- A Sound of Thunder (2005, Burácení hromu), americký film, režie Peter Hyams.
- Jack in the Box (2013, Čertík v krabičce), americký krátký film, režie Alex Gray
- Fahrenheit 451 (2018, 451 stupňů Fahrenheita), americký film, režie Ramin Bahrani

## Ocenění
Výběr z ocenění Raye Bradburyho:
- 1954 – Arts and Letters Award[7]
- 1966 – Forry Award[8]
- 1977 – World Fantasy Award[9]
- 1980 – Gandalf Award (titul velmistra fantasy)[10]
- 1984 – Román 451 stupňů Fahrenheita byl uveden do síně slávy ceny Prometheus Award.[11]
- 1988 – Bram Stoker Award[12]
- 1989 – Damon Knight Memorial Grand Master Award (titul velmistra science fiction)[13]
- 1994 – Daytime Emmy Award udělená National Academy of Television Arts and Sciences[14]
- 2004 – Národní medaile za umění (National Medal of Arts)[15]
- 2004 – Román 451 stupňů Fahrenheita obdržel Retro-Hugo Awards[16]
- 2007 – Pulitzerova cena[17]

## Česká vydání
- 451 stupňů Fahrenheita, Melantrich, Praha 1957, přeložili Jarmila Emmerová a Josef Škvorecký, znovu Svoboda, Praha 1970, Baronet a Knižní klub, Praha 2001 a 2009 a Plus, Praha 2015.
- Marťanská kronika, Mladá fronta, Praha 1959, přeložila Jarmila Emmerová, znovu 1963, Magnet-Press, Praha 1991 a Baronet, Praha 2010.
- Slunce a stín, Mladá fronta, Praha 1963, výbor z povídek, přeložila Jarmila Emmerová.
- Ilustrovaná žena, Československý spisovatel, Praha 1968, přeložila Jarmila Emmerová.
- Marťanská kronika, 451 stupňů Fahrenheita, Odeon, Praha 1978, přeložili Jarmila Emmerová a Josef Škvorecký.
- Kaleidoskop, Odeon, Praha 1989, vybrala Jarmila Emmerová, přeložil Pavel Dominik, znovu Baronet, Praha 2009.
- Smrt je vždycky osamělá, Práce, Praha 1992, přeložila Zora Wolfová.
- Sloup ohně a jiné příběhy, Polaris, Frenštát pod Radhoštěm 1993, přeložil Petr Caha.
- Pampeliškové víno, Arcadia, Praha 1995, přeložil Tomáš Hrách.
- Mráz a oheň, Polaris, Frenštát pod Radhoštěm 1995, vybrali a sestavili Miroslav Kocián a Bohuslav Svoboda, přeložil Zdeněk Havlíček.
- Zen a umění psát, Pragma, Praha 1998, přeložila Alena Kottová.
- Rychlejší než oko, Baronet, Praha 1999, přeložil Vladimír Lackovič.
- Proti proudu času, Baronet, Praha 2000, přeložila Jana Pavlíková.
- Jízda naslepo, Baronet a Knižní klub, Praha 2001, přeložila Jana Pavlíková.
- Z prachu zrození, Baronet a Knižní klub, Praha 2002, přeložila Jana Pavlíková.
- Vzpomínky na vraždu, Baronet a Knižní klub, Praha 2002, přeložili Veronika Volhejnová, Tomáš Korbař a Stanislava Pošustová.
- O půlnoci tancoval drak, Baronet, Praha 2003, přeložil Radvan Markus.
- Hřbitov šílenců, Baronet, Praha 2003, přeložil Richard Podaný.
- Zbavme se Constance, Baronet, Praha 2004, přeložila Jana Pavlíková.
- Kočičí pyžamo, Baronet, Praha 2005, přeložila Jarmila Emmerová a Jiří Josek.
- Říjnová země, Baronet, Praha 2006, přeložil Petr Caha, Jarmila Emmerová, Zdeněk Havlíček, Světlana Havlíčková, Josef Hořejší, Tomáš Korbař, Roman Lipčík a Vojtěch Pala.
- Tudy přijde něco zlého, Baronet, Praha 2007, přeložila Jarmila Emmerová.
- Teď a navždy, Baronet, Praha 2008, přeložili Jana Pacnerová a Jana Pavlíková.
- Ilustrovaná žena a jiné povídky, Baronet, Praha 2009, přeložili Jarmila Emmerová, Jiří Hanuš, Jiří Janda, Tomáš Korbař, Stanislava Pošustová a Alžběta Rejchrtová.
- Vždycky budeme mít Paříž, Baronet, Praha 2009, přeložila Jana Pavlíková.
- Strom duchů, Plus, Praha 2015, přeložila Jarmila Emmerová.